# Разследване за импийчмънт на Доналд Тръмп
Разследването за импийчмънт на Доналд Тръмп, заемащ поста на президент на Съединените американски щати, е инициирано от говорителя на Камарата на представителите, Нанси Пелоси, на 24 септември 2019 г., след като се появяват твърдения от страна на разобличител, обвиняващ президента в злоупотреба с власт, чрез задържане на военна помощ като начин да притисне новоизбрания президент на Украйна, Володимир Зеленски да изпълни две политически услуги: да започне разследване срещу Джо Байдън и сина му Хънтър, и да разследва конспиративната теория, че Украйна, а не Русия стои зад намесата в американските президентски избори през 2016 г. Повече от седмица след като Тръмп замразява вече одобрената военна помощ, той отправя споменатите искания в телефонно обаждане от 25 юли с украинския президент. Според разобличителя с тези си действия Тръмп цели подпомагане на кампанията за преизбирането си.
Вярвайки, че жизненоважна военна помощ ще бъде спряна, Зеленски прави планове да обяви разследването срещу семейство Байдън на 13 септември по време на интервю за Си Ен Ен. След като Тръмп е информиран за оплакванията от страна на разобличителя през късния август и различни елементи от събитията започват да изтичат в публичното пространство, помощта е освободена на 11 септември и планираното интервю е отменено. Тръмп декласифицира несловесен препис на обаждането на 24 септември, в първия ден на разследването. Оплакванията на разобличителя са предадени на Конгреса на следващия ден и впоследствие са публично обявени. Белият дом потвърждава някои от обвиненията, включително това, че запис от разговора между Тръмп и Зеленски се съхранява в система със строго ограничен достъп, обикновено запазена за класифицирана информация.
През октомври три пълни комитета конгресни комисии разпитват свидетели, включително украинския посланик Бил Тейлър, Лаура Купър (висш служител в Пентагона, отговарящ за политиката свързана с Украйна) и бившия служител в Белия дом, Фиона Хил. Те свидетелстват за убежденията си, че президентът Тръмп е искал Зеленски публично да обяви разследването срещу Байдън и „Бурисма“ (украинска компания за природен газ, в чийто борд е Хънтър Байдън) и за намесата в изборите през 2016 г. На 8 октомври в писмо от съветника на Белия дом, Патрик Ципалони, адресирано до Нанси Пелоси, се съобщава официално, че Белия дом няма да съдейства на разследването заради опасения, включващи липса на гласуване на цялата камара, и че интервютата на свидетелите са проведени при затворени врати. На 17 октомври директорът на персонала в Белия дом, Мик Мулвейни казва в отговор на журналистическо обвинение в „услуга за услуга“: „Ние правим това постоянно във външната си политика. Преживейте го.“ По-късно същият ден той пояснява, че не е имало „абсолютно никаква услуга за услуга“ и че Тръмп е задържал военната помощ за Украйна заради опасения за корупцията в страната.
На 31 октомври Камарата на представителите гласува с 232 – 196 гласа за установяване на процедурите по публични изслушвания, които започват на 13 ноември. След като е даден старт на изслушванията, главата на една от комисиите, Адам Шиф, съобщава, че президентът Тръмп може да е извършил подкуп. В американската конституция това обвинение е специално посочено като основателна причина за започване на процедура по инпийчмънт. Частни и публични изслушвания пред Конгреса от дванайсет свидетели през ноември 2019 г. представят доказателства, че Тръмп е поискал политическа услуга в замяна на официални действия от негова страна. На 10 декември комисията по въпросите на съдебната власт на Съединените щати обявява членовете, на които основава искането за процедура по импийчмънт: един за злоупотреба с власт и за възпрепятстване на Конгреса. Три дни по-късно комисията ги одобрява след гласуване с 23 – 17 гласа. На 18 декември Камарата на представителите гласува за импийчмънт на Доналт Тръмп и по двете обвинения.

## Хронология

### Предишни призиви за импийчмънт
Усилия за импийчмънт на президента Тръмп са предприети от множество хора и групи. Първите усилия в контролирания от републиканската партия Конгрес са направени през 2017 г. от представителите Ал Грийн и Брад Шърман и двамата членове на Демократическата партия, в отговор на възпрепятстването на справедливост от страна на Тръмп в разследванията за руско влияние, които започват през първата година на президентството му. Резолюция за импийчмънт от декември 2017 г. се проваля в Камарата на представителите след 58 – 364 гласа.
Демократите придобиват контрола над Камарата на представителите след изборите през 2018 г. и превръщат Нанси Пелоси в новия говорител. Тя е против всякакви процедури по импийчмънт, но подкрепя разследванията на няколкото комисии относно действията и финансите на Тръмп. На 17 януари 2019 г. се появяват нови обвинения спрямо Тръмп. Твърденията са, че той е инструктирал дългогодишния си адвокат Майкъл Коен да излъже под клетва за конфликта на интереси между Тръмп и руското правителство относно построяването на сграда в Москва. Това предизвиква и искания за разследване и за „оставка или импийчмънт“ на президента, ако тези твърдения бъдат потвърдени.
Доклада на специалния разследващ по случая Робърт Мълър публикуван на 18 април 2019 г., не достига до окончателно становище по въпроса за извършено възпрепятстване на правосъдието от страна на Тръмп. Мълър намеква, че от Конгреса зависи да направи такова определение. В резултат на това подкрепата за импийчмънт от страна на Конгреса нараства. Говорителят на долната камара Нанси Пелоси първоначално продължава да се съпротивлява срещу призивите за импийчмънт. През май 2019 г. тя посочва, че продължителните действия на Тръмп, които тя характеризира като възпрепятстване на справедливост и отказ да се уважат повиквания от конгреса, може да направят процедурата по импийчмънт наложителна. Нарастващ брой от демократи и тогавашния представител на републиканците в долната камара, Джъстин Амаш (който по-късно става независим), изискват такава процедура.
По-малко от 20 представители в Камарата на представителите са за импийчмънт през януари 2019 г., но броят им се увеличава до 140 след публикуването на доклада на Мълър и неговите показания през юли, преди началото на скандала между Тръмп и украинската страна.
Скоро след публикуването на доклада, Тръмп започва да настоява за разследване на причините за разследването за руска намеса, искайки да „разследва разследващите“ и вероятно да дискредитира изводите на ФБР и Мълър. През април 2019 г. главният прокурор, Уилям Бар съобщава, че е започнал разглеждане на причините за разследването на ФБР, въпреки че с това вече е зает главният инспектор на правосъдния департамент, Джон Хюбър, който получава тази задача от тогавашния главен прокурор Джеф Сешънс. Бар назначава прокурора Джон Дърам за глава на разследването, докато Тръмп нарежда на разузнавателните ведомства на САЩ „незабавно да окажат помощ и информация“ на Бар и го упълномощава с „пълната и цялостна власт“ да декласифицира свързаните документи. Въпреки че Дърам номинално ръководи разследването, самият Бар започва да се свързва с други правителства, искайки информация за причините за разследването на ФБР. Бар лично пътува до Обединеното кралство и Италия, търсейки информация. От италианския парламент се очаква да започне свое собствено разследване на срещите проведени между Бар и служители на италианските тайни служби. По искане на Бар Тръмп се обажда на австралийския министър-председател Скот Морисън с искане за подпомагане на разследването.

### Скандала Тръмп-Украйна

#### Руди Джулиани и неговите бизнес партньори
През 2018 г. бизнесмените от Флорида, Лев Парнас и Игор Фруман наемат личния защитник на Тръмп, Руди Джулиани, като консултант на фирмата си, плащайки му $500 000. Фруман и Парнас оказват помощ в търсенето на уличаваща информация за политически опоненти на Тръмп. Джулиани изпраща Фруман и Парнас в Украйна, за да търсят информация, която да отклони вниманието от разследването на специалния прокурор и да компрометира президентската кампания на Джо Байдън. По същото време Фруман и Парнас получават пари от Дмитро Фирташ, украински олигарх с предполагаеми връзки с руската организирана престъпност и Кремъл, който е изправен пред федерални обвинения в подкуп в САЩ и се бори срещу заповед за екстрадиция от Австрия.
Поне от май до август 2019 г. Тръмп и Джулиани оказват натиск върху украинското правителство да започне разследване, което ще се отрази негативно на политическия опонент на Тръмп, Джо Байдън, за изборите през 2020 г. Джулиани и сътрудниците му искат от украинския президент Володимир Зеленски да обяви началото на разследване на бизнес делата на Хънтър Байдън. Тези тактики за натиск са разработени от Джулиани и Гордън Сондленд и приложени от части от Парнас и Фруман. Според съобщения Зеленски е сплашен от оказания му политически натиск, според Амос Хошстайн, бивш дипломат и член на надзорния борд на Нафтогаз, който известява Националната Агенция по Сигурност за случая през май 2019 г. Фруман и Парнас са арестувани на международно летище „Вашингтон-Дълес“ на 9 октомври по обвинения, свързани с финансиране на кампания, повдигнати от федерални прокурори в Ню Йорк.
Предложеното разследване на Байдън се базира на искане от 2015 г. от страна на САЩ за отстраняването на украинския прокурор Виктор Шокин заради игнориране на корупцията в страната и защита на политическите елити. По това време това искане има подкрепата на две партии в САЩ. Конгресът е подкрепен също и от Европейския съюз. Джо Байдън, който по това време е вицепрезидент, служи като лице на молбата. Украйна уволнява Шокин през 2016 г. Тръмп твърди, че истинската мотивация на Байдън е да защити сина си Роберт Хънтер Байдън (на английски: Robert Hunter Biden), който от 12 май 2014 г. е назначен в борда на директорите на украинската компания за природен газ Бурисима Холдингс (Burisma Holdings). Развитието на процеса за намесата във вътрешната политика и съдебната власт на Украйна от страна на вицепрезидента на САЩ Байдън не може да се игнорира и умаловажи, както и да се приеме формулировката „заради игнориране на корупцията в страната и защита на политическите елити“ . През 2015 г. Генералния прокурор на Украйна Виктор Шокин започва разследване по отношение Burisma Holdings. Както твърди прокурора, администрацията на САЩ започва да пречи на това разследване чрез посланика на САЩ в Украйна Джефри Пайет, който през лятото на 2015 г. казал на прокурора Шокин да води разследването с бели ръкавици. Това предупреждение е интерпретирано като предупреждение нищо да не се прави. Пак във връзка с това разследване през есента на 2016 г. Джо Байдън, по негово лично признание, е поискал от президента Порошенко прокурора Шокин да бъде уволнен само за шест часа, в противен случай Украйна няма да получи милиард долара финансова помощ. Прокурорът Шокин е уволнен и според него причината за освобождаването му е разследването за възможните злоупотреби в холдинга Бурисима. През 2017 г. разследването на холдинга е прекратено.
На 17 октомври 2014 г. синът на вицепрезидента Хънтър Байдън е изключен от резерва на Военноморските сили на САЩ заради употребата на кокаин.

#### Задържане на военна помощ и телефонен разговор от 25 юли
До 18 юли 2019 г., Тръмп без обяснение замразява вече одобрена от Конгреса военна помощ за Украйна на стойност $391 милиона. В телефонно обаждане от 25 юли Тръмп многократно иска от Володимир Зеленски да започне две разследвания в сътрудничество с Джулиани и главния прокурор Уилям Бар. Едно от предложените разследвания се отнася за конспиративна теория, която започва в 4chan през 2017 г. и е разпространявана от блогове, социални мрежи и Фокс Нюз, и свързва американската компания за киберсигурност КраудСтрайк с украинци, смятани за участници в намесата в американските избори през 2016 г. На Тръмп многократно му е съобщено от негови сътрудници за липсата на достоверност в тези твърдения, но отказва да приеме тези уверения. Другото предложено разследване е това, отнасящо се до Джо и Хънтър Байдън. По време на разследването Джо Байдън е водещият президентски кандидат на Демократическата партия, превръщайки го в най-вероятния съперник на Тръмп на предстоящите избори.
Обаждането от 25 юли се превръща в обект на анонимно оплакване от 12 авуст. В късия август, Тръмп е известен за оплакването на разобличителя. Конгресът и обществеността разбират за случилото се на 9 септември. Два дни по-късно, Тръмп отменя задържането на военната помощ. Главата на една от разследващите комисии, Адам Шиф заявява на 13 септември, че е издал повиквателна заповед за явяването на Джоузеф Магуайър, оглавяващ американските разузнавателни служби, тъй като Магуайър не успява да предаде оплакването на разобличителя до разузнавателните комисии на конгреса. Шиф заявява, че оплакването може да е задържано от предаване на Конгреса „в незаконен опит за защита на президента и скриване на информация свързана с възможно „сериозно или грубо нарушение“, злоупотреба с власт или нарушаване на закона“ от негова страна.
На 24 септември, Белия дом публикува несловесен меморандум на разговора между Тръмп и Зеленски. На следващия ден оплакването на разобличителя е предадено на Конгреса. Тръмп не споменава задържането на военна помощ в разговора си със Зеленски, но многократно посочва, че Съединените щати са „много, много добри“ с Украйна с което Зеленски се съгласява. Впоследствие украинския президент задава въпръс относно придобиването на още американски ракети, на което Тръмп отговаря с, „Обаче бих искал да ни направиш услуга“ и иска започване на разследванията. Меморандомът от разговора потвърждава обвиненията на разобличителя, че Тръмп е поискал разследването на семейство Байдън и се позовава на конспиративна теория, докато многократно призовава Зеленски да работи с Джулиани и Бар по тези случаи.
Кандидатът за президент от Демократическата партия, Елизабет Уорън описва това изречение като „димящо оръжие“ предполагайки наличието на услуга за услуга. Висши членове на Демократическата партия, включително сенаторите Робърт Мендез и Крис Мърфи излагат предположения, че задържането може да е имало за цел скрития или явен натиск върху Украйна да разследва Хънтър Байдън. Бившият украински, президентски съветник Сергий Лещенко заявява че е било ясно заявено, че комуникацията между Украйна и САЩ зависи от обсъждането на бъдещо разследване срещу семейство Байдън. Друг анонимен, украински депутат казва, че Тръмп е опитал да приложи „натиск“ и „изнудване“ за да накара отсрещната страна да приеме споразумението за услуга за услуга базирано на сътрудничество.

#### Украйна
На 20 септември, 2019 г. Роман Труба, глава на украинското бюро за разследвания заявява през американски сайт за новини и мнения, че неговата агенция не е разследвала връзката Байдън-Бурисма и че там няма признаци за нелегална дейност. Висш съветник на украинския вътрешен министър заявява пред същия сайт, че Украйна ще започне такова разследване ако бъде отправена официална молба, заедно с детайли за това какви са причините за разследването и какво цели да постигне; Искането на Тръмп идва чрез неофициалени представители като Джулиани.
Украинския външен министър, Вадим Пристайко казва пред местно новинарско издание на 21 септември: „Знам за какво беше (телефонния) разговор и мисля, че не е имало натиск. Този разговор беше дълъг, приятелски и засягащ много въпроси, понякога изискващи сериозен отговор.“ Пристайко е цитиран да казва и: „Искам да кажа, че сме независима държава, имаме си своите тайни.“ На 22 септември, Сенатор Мърфи съобщава, че президента Зеленски му е казал, че няма намерение да се замесва в американски избори.
В интервю, публикувано на 24 септември, украинския дипломат и политик, Валентин Наливайченко казва, че украинските власти ще подновят разследванията за корупция срещу много хора и организации включително, Бурисима, ръководителя на президентската кампания на Тръмп, Пол Манафорт, телевизионния водещ, Лари Кинг и бившия прокурор Юри Лутсенко. Кинг е подозиран в получаването на плащания с нечисти пари, записани в „черния тефтер“ в който фигурира и името на Манафорт. Наливайченко обвинява Лутсенко в комуникация със сътрудници на Тръмп „с отмъстителни цели“.
Тръмп и Зеленски взимат участие в обща пресконференция на събрание на Организацията на обединените нации в деня на публикуването на записа от телефонното им обаждане. Зеленски казва пред репортерите: „Мисля че проведохме добър разговор. Беше нормален. Говорихме за много неща. Така че, мисля и можете да прочетете че никой не ми е оказвал натиск“. На следващия ден, президентът Зеленски заявява, че Тръмп не е притискал никого и не е правил никакви обещания и че Главния прокурор Руслан Рияпошапка ще разследва всички случаи без предразсъдъци. На 30 септември, Зеленски казва, че няма да се меси във вътрешно-американска междупартийна конфронтация. Впоследствие на конференция, продължила през целия 10 октомври, Зеленски заявява че е научил за блокадата на военната помощ след обаждането от 25 юли. „Не говорихме за това. Нямаше изнудване“.
На 3 октомври „Ню Йорк Таймс“ съобщава, че през август Гордън Сондленд, американският посланик за Европейския съюз, и Кърт Волкър, специален американски пратеник в Украйна, са подготвили заявление, което Зеленски да подпише и което би задължило Украйна да разследва „Бурисима“ – компанията, за която работи Хънтър Байдън, както и конспиративната теория, че Украйна се е намесила в изборите през 2016 г. в подкрепа на Хилъри Клинтън.
На 22 септември, скоро след като обществеността е известена за съществуването на разобличител, Тръмп потвърждава, че е обсъждал Джо Байдън по време на телефонен разговор със Зеленски на 25 юли. Тръмп казва, „Разговорът, които проведох беше в голяма част поздравителен, беше основно за корупция, всичката случваща се корупция, беше в голяма част факта, че не искаме наши хора като Вицепрезидента Байдън и сина му да (допринасят) за вече същуствуващата корупция в Украйна“. Тръмп отрича, решението му да задържи военната помощ за Украйна да е свързана с отказа на местното правителство да разследва скандала с Хънтър Байдън, като също така добавя, че ако беше задържал помощта по тази причина това би било етически приемливо. На 26 септември, 2019 г. Тръмп обвинява човека, предоставил информация за обаждането на разобличителя, че е „шпионин“ и е извършил измяна, преди да отбележи, че измяната се наказва със смъртна присъда. Адвокатите на разобличителя съобщават, че клинетът им се тревожи за сигурността си.
Двама души, близки до Тръмп, казват пред „Ню Йорк Таймс“, че поведението в скандала е „типично“ за неговото „общуване по телефона със световните лидери“, тоест включващо ласкателство, обсъждане на сътрудничество и споменавайки лични услуги, които впоследствие може да бъдат делегирани. В интервю, Джулиани защитава Тръмп наричайки искането на президента към Зеленски „напълно уместно“, докато същевременно намеква, че той самия може да е правил подобни искания към украински служители. на 5 октомври втори разубличител, който също е служител на разузнаването разкрива „познания от първа ръка за обвинения“ свързани с телефонното обаждане между Тръмп и Зеленски, според адвоката представляващ и двамата разобличители.

#### Последвали разкрития
На 27 септември, 2019 г. Белият Дом потвърждава обвинението на първия разобличител, че запис от обаждането между Тръмп и Зеленски е бил запечатан в компютърна система с висока степен на секретност. По същото време медиите съобщават, че Белия дом използва системата с най-висока степен на секретност за да съгранява записи от разговори с държавни глави и служители включващи такива от Украйна, Саудитска Арабия и Русия. Служители на администрацията започват да съграняват тези записи в системата след разговори между Тръмп и австралийския министър-председател Малкълм Търнбул и мексиканския президент Енрике Пеня Нието изтичат в публичното пространство. Според различни критици и медии това е съзнателен опит да се скрие потенциално компрометираща информация.
На 3 октомври след като казва, че САЩ има „огромна сила“ и „много варианти“ в търговската война с Китай, „ако те не направят това, което ние искаме“, Тръмп е попитан от репортер какво се надява, че ще направи Зеленски след телефонното обаждане. Тръмп отговаря като публично призовава и Украйна и Китай да разследват семейство Байдън.
В интервю в Ню Йорк Таймс на 16 декември, Руди Джулиани казва, че премахването на американския посланик в Украйна се е превърнало в наложително за Тръмп.

## Разследвания на Камарата на представителите
Вечерта на 24 септември, 2019 г, Пелоси обявява, че шест комисии ще започнат формално разследване за импийчмънт на Тръмп. Пелоси обвинява Тръмп в предателство срещу президентската му клетва, националната сигурност на САЩ и интегритета на държавните избори.
Магуайър, който забавя достигането на оплакването на разобличителя до Конгреса, свидетелства пред комисията по разузнаване на 26 септември. Магуайър защитава решението си да не предаде оплакването незабавно и разяснява, че се е консултирал с Белия дом и правосъдния департамент, но не е бил способен да определи дали документа попада под защитата на изпълнителната привилегия. Демократите в комисията оспорват действията му, аргументирайки се с тезата, че закона е изисквал предаването на тези документи на комисията. Магуайър отговаря, че ситуацията е включвала специални обстоятелства, тьй като оплакването включва президентска комуникация. Членове на комисията по разузнаване също задават въпроси свързани с избора на Магуайър да се консултира с Белия дом, въпреки че закона не го изисква. Магуайър отговаря, че „би било разумно да се чуе друго мнение“.
В частно конферентно обаждане от 29 септември, Пелоси съобщава на други членове на Демократическата партия как три от комисиите ще започнат разследване на предполагаемата злоупотреба с власт от страна на Тръмп. Комисията по разузнаване ще се фокусира върху съдържанието на оплакването и дали то не е незаконно прикривано от Конгреса, докато комисията по външнополитически въпроси ще се фокусира върху взаимоотношенията, които Държавния департамент може да е имал с личния защитник на президента, Руди Джулиани. Комисията за наблюдение и реформи се заема с разследването на това дали системите за класификация на Белия дом са били използвани за съхранение на потенциално компрометиращи записи от телефонни разговори между президента и други световни лидери.

### Искания за доказателства и отказ на Белия дом
На 27 септември, 2019 г. Камарата на представителите издава призовка за получаването на документи, които държавния секретар, Майк Помпео по-рано отказва да предаде. Споменатите документи се отнасят за няколко взаимодействия между Тръмп, Джулиани и украинското правителство. Изискано е предаването на тези документи на съответните комисии; провал в тяхното предаване „би представлявало доказателство за възпрепятстване на разследването“, както се казва в писмото изпратено до Помпео. Призовката идва след няколко искания от страна на Камарата на представителите за получаване на документите от държавния секретар, на които той не се отзовава. Впоследствие няколко членове на Камарата на представителите свързани с разследването за импийчмънт му изпращат писма със заявление за бъдещи срещи със служители на Държавния департамент, които могат да предоставят по-нататъшна информация. На следващата седмица призовка с искане за предоставянето на документи е изпратена и до Руди Джулиани.
На 4 октомври 2019 г., комисията по разузнаване издава призовки и до Белия дом и до вицепрезидента, Майк Пенс с искане за документи свързани с оплакването на разобличителя. Поисканите от Белия дом документи включват аудио записи, бележки и други документи свързани със скандала.
На 8 октомври 2019 г. в писмо, адресирано до говорителя на Камарата, Нанси Пелоси, и трите ръководители на комисии, занимаващи се с разследването за импийчмънт, Белият дом обявява, че няма да сътрудничи на разследването. В писмото се казва, че разследването „нарушава Конституцията, буквата на закона както и всеки предишен прецедент“ и че „президентът не може да позволи вашите конституционно нелегетимни действия да го разсеят от тези свързани с изпълнителната власт“. Писмото продължава с „безпрецедентните действия (на разследването) оставят президента без избор. За да изпълни дълга си пред американския народ, Конституцията, изпълнителната власт и всички бъдещи президенти, президента Тръмп и администрацията му не могат да участват във вашето партийно и некоституционно разследване при тези обстоятелства“. Говорителят на долната камара, Пелоси отговаря на писмото казвайки „Белия дом трябва да бъде предупреден, че продължителните усилия да се скрие истината за президентската злоупотреба с власт от американския народ ще бъде смятана за по-нататъшно доказателство за възпрепятстване“. Според демократите от долната камара неподчинението във връзка с тяхното разследване може да осигури доказателства за отделна точка за импийчмънт за възпрепятстване. В предишни разследвания, Конгресът третира възпрепятстването на правосъдния департамент и разследванията като причина за импийчмънт, или заедно с други предполагаеми престъпления (Джонсън, Никсън) или като самостоятелна причина за импийчмънт (Клинтън).
Адвокатът на Джулиани, Джим А. Сейл изпраща писмо до разузнавателната комисия на 15 октомври, 2019 г. съобщаващо, че Джулиани няма да предостави документите искани с призовка от комисията. Цитирайки връзката между защитник-клиент и изпълнителната привилегия, писмото характеризира призовката като „извън сферата на легитимното разследване“.

#### Призовки за документи
| Име             | Длъжност                                 | Крайна дата                                                          | Статут на сътрудничество                                             |
| --------------- | ---------------------------------------- | -------------------------------------------------------------------- | -------------------------------------------------------------------- |
| Майк Помпео     | Държавен секретар на САЩ                 | October 4, 2019 Архив на оригинала от 2021-01-25 в Wayback Machine.  | Отказва да предаде документи                                         |
| Гордън Сондленд | Посланик на САЩ в Европейския съюз       | October 14, 2019 Архив на оригинала от 2021-02-13 в Wayback Machine. | Свидетелства, но твърди, че не е упълномощен да предостави документи |
| Майк Пенс       | Вицепрезидент на САЩ                     | October 15, 2019 Архив на оригинала от 2021-01-28 в Wayback Machine. | Отказва да предаде документи                                         |
| Руди Джулиани   | Личен адвокат на Доналд Тръмп            | October 15, 2019 Архив на оригинала от 2021-03-08 в Wayback Machine. | Отказва да предаде документи                                         |
| Марк Т. Еспер   | Държавен секретар по отбраната на САЩ    | October 15, 2019 Архив на оригинала от 2021-01-11 в Wayback Machine. | Отказва да предаде документи                                         |
| Мик Мулвейни    | Шеф на кабинета на Белия дом             | October 18, 2019 Архив на оригинала от 2021-01-28 в Wayback Machine. | Отказва да предаде документи                                         |
| Рик Пери        | Държавен секретар по енергетиката на САЩ | October 18, 2019 Архив на оригинала от 2019-10-13 в Wayback Machine. | Отказва да предаде документи                                         |

#### Молби и призовки за свидетелстване
| Име                  | Длъжност                                                                                         | Краен срок                                                           | Статут на сътрудничество                                                                                                  |
| -------------------- | ------------------------------------------------------------------------------------------------ | -------------------------------------------------------------------- | --- |
| Джоузеф Магуайър     | Директор на държавното разузнаване                                                               | —                                                                    | Свидетелства пред разузнавателната комисия на 26 септември                                                                |
| Стив Линик           | Главен инспектор на Държавния департамент                                                        | —                                                                    | Среща се с Конгреса на 2 октомври и представя документи съврзани с конспиративна теория, който Джулиани е изпратил на ФБР |
| Мари Йованович       | Бивш Посланик на САЩ в Украйна                                                                   | October 2, 2019 Архив на оригинала от 2021-01-25 в Wayback Machine.  | Освободена от длъжност на 11 октомври                                                                                     |
| Кърт Волкър          | Бивш специален пратеник на САЩ в Украйна                                                         | October 3, 2019 Архив на оригинала от 2021-01-25 в Wayback Machine.  | Освободен от длъжност на 3 октомври; връща се за допълнителни въпроси на 16 октомври                                      |
| Майкъл Аткинсон      | Главен инспектор на разузнавателните ведомства                                                   | —                                                                    | Освободен от длъжност на 4 октомври                                                                                       |
| Джордж Кент          | Младши асистент секретар                                                                         | October 7, 2019 Архив на оригинала от 2021-01-25 в Wayback Machine.  | Спрян от свидетелстване на 7 октомври; освободен на 15 октомври                                                           |
| Лев Парнас           | Бизнесмен, сътрудник на Руди Джулиани                                                            | October 11, 2019 Архив на оригинала от 2019-11-28 в Archive-It       | Арестуван на 9 октомври и обвинен в предполагаеми престъпления свързани с финансирането на федерална кампания             |
| Игор Фруман          | Бизнесмен, сътрудник на Руди Джулиани                                                            | October 11, 2019 Архив на оригинала от 2020-11-12 в Wayback Machine. | Арестуван на 9 октомври и обвинен в предполагаеми престъпления свързани с финансирането на федерална кампания             |
| Фиона Хил            | Бивш съветник на Белия дом за Русия                                                              | —                                                                    | Освободена от длъжност на 14 октомври                                                                                     |
| Семйон Кислин        | Бизнесмен, сътрудник на Руди Джулиани                                                            | October 14, 2019 Архив на оригинала от 2020-11-01 в Wayback Machine. | Постига „разбирателство“ с комисиите и сътрудничи, според адвокатите си                                                   |
| Майкъл Магкинли      | Старши съветник на Майк Помпео                                                                   | —                                                                    | Освободен от длъжност на 16 октомври                                                                                      |
| Гордън Сондленд      | Посланик на САЩ в Европейския съюз                                                               | October 16, 2019 Архив на оригинала от 2021-02-13 в Wayback Machine. | Първо призован да се яви на 10 октомври; Освободен от длъжност на 16 остомври                                             |
| Бил Тейлър           | Посланик на САЩ в Украйна                                                                        | —                                                                    | Освободен от длъжност на 22 октомври                                                                                      |
| Лаура Купър          | Младше асистент секретар по отбраната                                                            | —                                                                    | Първоначално се окачва да свидетелства на 18 октомври                                                                     |
| Филип Рийкър         | Асистент държавен секретар за европейските и евразийските въпроси                                | —                                                                    | Освободен от длъжност на 26 октомври                                                                                      |
| Чарлз Куперман       | Бивш Младши съветник по национална сигурност на САЩ                                              | October 28, 2019 Архив на оригинала от 2021-03-08 в Wayback Machine. | Първоначално се очаква да свидетелства на 28 октомври; отказва, в очакване на съдебно решение;                            |
| Александър Виндман   | Директор на държавния съвет по сигурността за европейските въпроси                               | —                                                                    | Освободен от длъжност на 29 октомври                                                                                      |
| Катерин Крофт        | Държавен съвет по сигурността на САЩ – персонал                                                  | —                                                                    | Освободена от длъжност на 30 октомври                                                                                     |
| Катрин Л. Уийлбаргър | Асистент секретар по отбраната по въпросите за международната сигурност                          | —                                                                    | Очаква се да свидетелства на 30 октомври                                                                                  |
| Тим Морисън          | Старши директор на държавния съвет по сигурността за Европа и Русия for Europe and Russia        | —                                                                    | Освободен от длъжност на 31 октомври                                                                                      |
| Джон Айзенбърг       | Младши съветник на президента по въпросите на националната сигурност                             | —                                                                    | Получава призовка за явяване на 1 ноември; отказва да се яви чрез съвета                                                  |
| Майкъл Дъфи          | Помощник-директор за държавните програми за сигурност                                            | November 5, 2019 Архив на оригинала от 2021-01-28 в Wayback Machine. | Не се явява доброволно на 23 октомври; получава призовка на 25 октомври                                                   |
| Улрих Бречбул        | Съветник на Държавния департамент                                                                | November 6, 2019 Архив на оригинала от 2021-01-28 в Wayback Machine. | Не се появява доброволно на 8 ноември; получава призовка на 25 октомври                                                   |
| Ръсел Воуг           | Директор на Службата за управление и бюджет                                                      | November 6, 2019 Архив на оригинала от 2021-01-28 в Wayback Machine. | Не се появява доброволно на 25 октомври; получава призовка в същия ден                                                    |
| Дейвид Хейл          | Под държавен секретар по политическите въпроси                                                   | —                                                                    | Освободен от длъжност на 6 ноември                                                                                        |
| Дженифър Уилямс      | Офицер от външната служба на САЩ                                                                 | —                                                                    | Освободен от длъжност на 7 ноември                                                                                        |
| Дейвид Холмс         | Съветник по политическите въпроси, Украйна                                                       | —                                                                    | Освободен от длъжност на 15 ноември                                                                                       |
| Марк Санди           | Младше сътрудник в Службата за управление и бюджет. Директор на държавните програми за сигурност | —                                                                    | Освободен от длъжност на 16 ноември                                                                                       |

### Показания
Първите показания са пред комисиите по разузнаване, външни въпроси и наблюдение, събрани заедно в сигурна стая в мазето на Капитолията. Само на членове на трите комисии (47 републиканци и 57 демократи) е позволено да присъстват. Свидетелите са разпитани от адвокатите на конгреса и на членовете на комисиите е позволено да задават въпроси, като еднакво време е предоставено и на републиканците и на демократите. Публикуването на записи от показанията започва в ранния ноември, а публичните изслушвания са насрочени за 13 ноември.
На сутринта на 8 октомври, 2019 г., Гордън Сондленд трябва да свидетелства пред комисиите относно участието си в задържането на помощта за Украйна. Въпреки това, по нареждане на Тръмп, той е инструктиран в последната минута да не се появява на изслушването.

#### Ранни показания: 11 – 17 октомври, 2019 г.
Мари Йованович, бившият посланик в Украйна, свидетелства на 11 октомври в противоречие с Белия дом въпреки че остава служител на Държавния департамент на САЩ. Йованович съобщава пред долната камара, че е била „невярваща“ по време на отстраняването си през май. Тя описва Държавния департамент като „атакуван и издълбаван отвътре“. Йованович свидетелства, че никога не се е срещала или говорила с Хънтър Байдън и че Джо Байдън никога не е повдигал темата за сина си или за украинската фирма за която работи. По време на телефонното му обаждане със Зеленски от 25 юли, Тръмп нарича Йованович „лоши новини“ и споменава че „тя ще премине през някои неща“.
Бившият съветник на президента по руските въпроси, Фиона Хил свидетелства през разследващите на 14 октомври. Тя казва пред комисиите, че Джулиани заобикаля служители и дипломати от Държавния департамент и че се е изправила срещу посланик Сондленд, който е помагал на Джулиани в усилията му да притисне Украйна да започне разследвания, които ще имат лична полза за Тръмп. След среща в която Сондленд обявява, че има „[украински] разследвания, които са били изоставени [и] трябва да бъдат започнати отново“ и по инструкиции на Джон Болтън (съветника по национална сигурност от април 2018 г. до септември 2019 г.), Хил изразява нейните и тези на Болтън опасения относно действията на Джулиани свързани с Джон Айзенбърг, адвокат на държавния съвет за сигурност. Хил свидетелства, че тя, Болтън, Волкър, енергийния секретар Рик Пери и двама украински служители са били на срещата на 10 юли и че Болтън е бил гневен след нея, когато ѝ съобщил, че „не е част от каквато и да е зделка, която Сондленд и Мълвейни подготвят“. Хил казва пред комисиите, че Джулиани води мошеническа външна политика, информирайки официалните съветници на президента но оставяйки ги без силата да я спрат. Когато тя конфронтирала Сондленд, който смятала за замесен в дела извън компетенцията му, той казал че според Тръмп, той е на чело на украинските въпроси.
Джордж Кент, младши асистент секретар за европейските и евразийските въпроси се появява пред комисиите на 15 октомври, 2019 г. Кент е вторият настоящ служител на Държавния департамент, който не се подчинява на инструкциите на Белия дом и се отзовава на призовката за свидетелстване пред комисиите. Според представителя Гери Конъли, Кент е свидетелствал че, по време на среща в Белия дом на 23 май, организирана от Мълвейни, Сондленд, Волкър и Пери, които се наричат „тримата амигоси“, са обявили, че сега те отговарят за украинските въпроси. Конъли съобщава също и за показанията на Кент, че му е било наредено да „се сниши“ и да се концентрира върху отношенията с другите пет страни от юриздикцията му.
Бивш старши съветник на Държавния секретар, Майкъл Макинли свидетелства на 16 октомври след като подава оставка седмица по-рано. Макинли свидетелства, че е напуснал поста си заради чувство на неудовлетвореност към президентската администрация и изтеглянето на посланик Йованович е било „последната капка“. Във встъпителните си думи, той казва „Моята оставка беше резултат от две припокриващи се опасения: провала, по мое мнение, на Държавния департамент да предложи подкрепа на служителите на външните служби по време на разследването за импийчмънт за Украйна и второ, от това, което изглежда като използване на нашите посланици в чужбина за постигането на вътрешнополитическа цел.“ Макинли казва, че е бил „опезпокоен от идеята, че от чужби правителства е било искано да предоставят негативна информация за политически опоненти“.